# Meidericher Spielverein Duisburg 1991-1992
Questa voce raccoglie le informazioni riguardanti il Meidericher Spielverein Duisburg nelle competizioni ufficiali della stagione 1991-1992.

## Stagione
Nella stagione 1991-1992 il Duisburg, allenato da Willibert Kremer e Uwe Reinders, concluse il campionato di Bundesliga al 19º posto e fu retrocesso in 2. Bundesliga. In Coppa di Germania il Duisburg fu eliminato al secondo turno dal Kaiserslautern.

## Rosa
| N. |                        | Ruolo | Calciatore         |
| -- | ---------------------- | ----- | ------------------ |
| 2  | Germania (bandiera)    | D     | Joachim Hopp       |
| 5  | Paesi Bassi (bandiera) | D     | Alfred Nijhuis     |
|    | Germania (bandiera)    | P     | Ralf Kellermann    |
|    | Germania (bandiera)    | P     | Wolfgang Kellner   |
|    | Germania (bandiera)    | P     | Heribert Macherey  |
|    | Germania (bandiera)    | D     | Andreas Gielchen   |
|    | Svizzera (bandiera)    | D     | Massimo Mariotti   |
|    | Germania (bandiera)    | D     | Patrick Notthoff   |
|    | Germania (bandiera)    | D     | Michael Struckmann |
|    | Germania (bandiera)    | D     | Lothar Woelk       |
|    | Marocco (bandiera)     | C     | Rachid Azzouzi     |
|    | Germania (bandiera)    | C     | Jörg Beyel         |

| N. |                     | Ruolo | Calciatore             |
| -- | ------------------- | ----- | ---------------------- |
|    | Germania (bandiera) | C     | Dirk Bremser           |
|    | Germania (bandiera) | C     | Uwe Kober              |
|    | Germania (bandiera) | C     | Toni Puszamszies       |
|    | Germania (bandiera) | C     | Franz-Josef Steininger |
|    | Germania (bandiera) | C     | Michael Tarnat         |
|    | Germania (bandiera) | C     | Manfred Tebeck         |
|    | Bulgaria (bandiera) | A     | Alexandar Bonchev      |
|    | Germania (bandiera) | A     | Ewald Lienen           |
|    | Ucraina (bandiera)  | A     | Vladimir Lyutiy        |
|    | Germania (bandiera) | A     | Ferenc Schmidt         |
|    | Germania (bandiera) | A     | Michael Tönnies        |

## Organigramma societario
Area tecnica
- Allenatore: Uwe Reinders
- Allenatore in seconda:
- Preparatore dei portieri:
- Preparatori atletici:

## Calciomercato

### Sessione estiva
| Acquisti | Acquisti            | Acquisti        | Acquisti |
| R.       | Nome                | da              | Modalità |
| -------- | ------------------- | --------------- | -------- |
| D        | Andreas Gielchen    | Colonia         |          |
| P        | Wolfgang Kellner    | Osnabrück       |          |
| A        | Vladimir Lyutiy     | Schalke 04      |          |
| D        | Alfred Nijhuis      | ASC Schöppingen |          |
| C        | Niels Schlotterbeck | Friburgo        |          |
| C        | Manfred Tebeck      | Duisburg II     |          |

| Cessioni | Cessioni      | Cessioni  | Cessioni |
| R.       | Nome          | a         | Modalità |
| -------- | ------------- | --------- | -------- |
| C        | Pietro Callea | Remscheid |          |

### Sessione invernale
| Acquisti | Acquisti          | Acquisti        | Acquisti |
| R.       | Nome              | da              | Modalità |
| -------- | ----------------- | --------------- | -------- |
| A        | Alexandar Bonchev | Lokomotiv Sofia |          |

| Cessioni | Cessioni            | Cessioni      | Cessioni |
| R.       | Nome                | a             | Modalità |
| -------- | ------------------- | ------------- | -------- |
| C        | Niels Schlotterbeck | Hansa Rostock |          |

## Risultati

### Bundesliga

#### Girone di andata
| Arbitro: | Wiesel |

|                    |           |  |
| Tönnies 29’ (rig.) | Marcatori |  |

| Mönchengladbach 9 agosto 1991, ore 20:00 CEST 2ª giornata | Borussia M'gladbach | 0 – 0 referto | Duisburg | Bökelbergstadion (34 500 spett.)\| Arbitro: \| Amerell \| |
| Arbitro:                                                  | Amerell             |               |          |                                                           |

| Duisburg 13 agosto 1991, ore 19:30 CEST 3ª giornata | Duisburg    | 0 – 0 referto | Wattenscheid 09 | Wedaustadion (24 830 spett.)\| Arbitro: \| Assenmacher \| |
| Arbitro:                                            | Assenmacher |               |                 |                                                           |

| Arbitro: | Mierswa |

|                  |           |            |
| Kirsten 26’, 69’ | Marcatori | 80’ Lyutiy |

| Arbitro: | Theobald |

|  |           |           |
|  | Marcatori | 48’ Woelk |

| Arbitro: | Strampe |

|                                            |           |                                    |
| Tönnies 10’, 12’, 15’, 39’, 68’ Lienen 28’ | Marcatori | 30’ (aut.) Gielchen 65’ Schütterle |

| Arbitro: | Strigel |

|                                                       |           |            |
| Bode 10’, 76’ Kohn 17’ Gielchen 27’ (aut.) Allofs 89’ | Marcatori | 15’ Lyutiy |

| Arbitro: | Best |

|                         |           |  |
| Lyutiy 45’ Notthoff 54’ | Marcatori |  |

| Arbitro: | Neuner |

|               |           |                 |
| Schuberth 83’ | Marcatori | 64’ Puszamszies |

| Arbitro: | Dellwing |

|                        |           |  |
| Lyutiy 19’ Tönnies 58’ | Marcatori |  |

| Dresda 28 settembre 1991, ore 15:30 CEST 11ª giornata | Dinamo Dresda | 0 – 0 referto | Duisburg | Rudolf-Harbig-Stadion (12 700 spett.)\| Arbitro: \| Schmidhuber \| |
| Arbitro:                                              | Schmidhuber   |               |          |                                                                    |

| Arbitro: | Dardenne |

|           |           |           |
| Woelk 89’ | Marcatori | 71’ Milde |

| Arbitro: | Gläser |

|            |           |           |
| Banach 85’ | Marcatori | 25’ Kober |

| Arbitro: | Führer |

|             |           |           |
| Tönnies 79’ | Marcatori | 87’ Hotić |

| Arbitro: | Boos |

|         |           |           |
| Eck 66’ | Marcatori | 76’ Woelk |

| Arbitro: | Mierswa |

|                                          |           |                                                             |
| Nijhuis 16’ Tönnies 53’ (rig.) Woelk 71’ | Marcatori | 11’ Bein 24’ Möller 25’ Andersen 54’, 80’ Sippel 89’ Yeboah |

| Arbitro: | Malbranc |

|            |           |             |
| Wagner 27’ | Marcatori | 53’ Nijhuis |

| Arbitro: | Kasper |

|             |           |               |
| Nijhuis 30’ | Marcatori | 84’ Wohlfarth |

| Arbitro: | Best |

|                                  |           |             |
| Rummenigge 37’ Tarnat 77’ (aut.) | Marcatori | 40’ Tönnies |

#### Girone di ritorno
| Arbitro: | Heynemann |

|                           |           |  |
| Sverrisson 8’ Gaudino 72’ | Marcatori |  |

| Arbitro: | Krug |

|              |           |           |
| Notthoff 44’ | Marcatori | 48’ Salou |

| Arbitro: | Berg |

|                     |           |  |
| Fink 38’ Schupp 78’ | Marcatori |  |

| Arbitro: | Fux |

|             |           |                       |
| Nijhuis 47’ | Marcatori | 19’ Thom 83’ Jorginho |

| Arbitro: | Stenzel |

|              |           |             |
| Notthoff 37’ | Marcatori | 12’ Vollmer |

| Arbitro: | Merk |

|                      |           |                            |
| Šmarov 42’ Rolff 88’ | Marcatori | 72’ Struckmann 86’ Bremser |

| Duisburg 28 febbraio 1992, ore 19:30 CET 26ª giornata | Duisburg | 0 – 0 referto | Werder Brema | Wedaustadion (15 500 spett.)\| Arbitro: \| Albrecht \| |
| Arbitro:                                              | Albrecht |               |              |                                                        |

| Rostock 6 marzo 1992, ore 20:00 CET 27ª giornata | Hansa Rostock | 0 – 0 referto | Duisburg | Ostseestadion (9 500 spett.)\| Arbitro: \| Wiesel \| |
| Arbitro:                                         | Wiesel        |               |          |                                                      |

| Arbitro: | Osmers |

|                               |           |                        |
| Notthoff 53’ Loose 55’ (aut.) | Marcatori | 27’ Rahn 81’ Schuberth |

| Arbitro: | Neuner |

|                                            |           |  |
| Borodjuk 16’ Sendscheid 31’ Mihajlović 62’ | Marcatori |  |

| Arbitro: | Scheuerer |

|                                 |           |  |
| Tönnies 21’, 74’ Steininger 88’ | Marcatori |  |

| Arbitro: | Fux |

|                             |           |             |
| Woelk 8’ (aut.) Wegmann 10’ | Marcatori | 51’ Tönnies |

| Arbitro: | Führer |

|                |           |                                     |
| Steininger 88’ | Marcatori | 74’ Baumann 77’ Steinmann 90’ Fuchs |

| Arbitro: | Boos |

|                |           |             |
| Kranz 68’, 70’ | Marcatori | 12’ Nijhuis |

| Arbitro: | Schmidhuber |

|  |           |           |
|  | Marcatori | 80’ Rohde |

| Arbitro: | Gläser |

|                            |           |  |
| Sippel 82’, 85’ Yeboah 87’ | Marcatori |  |

| Arbitro: | Steinborn |

|                          |           |  |
| Lyutiy 10’, 86’ Hopp 80’ | Marcatori |  |

| Arbitro: | Fröhlich |

|                                              |           |                     |
| Kreuzer 19’ Wohlfarth 50’, 75’ Effenberg 65’ | Marcatori | 16’, 29’ Struckmann |

| Arbitro: | Merk |

|  |           |              |
|  | Marcatori | 9’ Chapuisat |

### Coppa di Germania
| Arbitro: | Scheuerer |

|  |           |                             |
|  | Marcatori | 100’ Hoffmann 120’ Witeczek |

## Statistiche

### Statistiche di squadra
| Competizione      | Punti | In casa | In casa | In casa | In casa | In casa | In casa | In trasferta | In trasferta | In trasferta | In trasferta | In trasferta | In trasferta | Totale | Totale | Totale | Totale | Totale | Totale | DR  |
| Competizione      | Punti | G       | V       | N       | P       | Gf      | Gs      | G            | V            | N            | P            | Gf           | Gs           | G      | V      | N      | P      | Gf     | Gs     | DR  |
| ----------------- | ----- | ------- | ------- | ------- | ------- | ------- | ------- | ------------ | ------------ | ------------ | ------------ | ------------ | ------------ | ------ | ------ | ------ | ------ | ------ | ------ | --- |
| Bundesliga        | 30    | 19      | 6       | 8       | 5       | 29      | 22      | 19           | 1            | 8            | 10           | 14           | 33           | 38     | 7      | 16     | 15     | 43     | 55     | -12 |
| Coppa di Germania | -     | 1       | 0       | 0       | 1       | 0       | 2       | 0            | 0            | 0            | 0            | 0            | 0            | 1      | 0      | 0      | 1      | 0      | 2      | -2  |
| Totale            | 30    | 20      | 6       | 8       | 6       | 29      | 24      | 19           | 1            | 8            | 10           | 14           | 33           | 39     | 7      | 16     | 16     | 43     | 57     | -14 |

### Andamento in campionato
| Giornata  | 1 | 2 | 3 | 4  | 5 | 6 | 7 | 8 | 9 | 10 | 11 | 12 | 13 | 14 | 15 | 16 | 17 | 18 | 19 | 20 | 21 | 22 | 23 | 24 | 25 | 26 | 27 | 28 | 29 | 30 | 31 | 32 | 33 | 34 | 35 | 36 | 37 | 38 |
| --------- | - | - | - | -- | - | - | - | - | - | -- | -- | -- | -- | -- | -- | -- | -- | -- | -- | -- | -- | -- | -- | -- | -- | -- | -- | -- | -- | -- | -- | -- | -- | -- | -- | -- | -- | -- |
| Luogo     | C | T | C | T  | T | C | T | C | T | C  | T  | C  | T  | C  | T  | C  | T  | C  | T  | T  | C  | T  | C  | C  | T  | C  | T  | C  | T  | C  | T  | C  | T  | C  | T  | C  | T  | C  |
| Risultato | V | N | N | P  | V | V | P | V | N | V  | N  | N  | N  | N  | N  | P  | N  | N  | P  | P  | N  | P  | P  | N  | N  | N  | N  | N  | P  | V  | P  | P  | P  | P  | P  | V  | P  | P  |
| Posizione | 4 | 7 | 5 | 13 | 8 | 4 | 8 | 4 | 5 | 3  | 4  | 4  | 2  | 3  | 5  | 7  | 7  | 6  | 7  | 11 | 10 | 12 | 13 | 13 | 13 | 11 | 12 | 11 | 14 | 12 | 13 | 14 | 16 | 18 | 19 | 16 | 17 | 19 |

Legenda:

Luogo: C = Casa; T = Trasferta. Risultato: V = Vittoria; N = Pareggio; P = Sconfitta.

### Statistiche dei giocatori
| Giocatore        | Bundesliga | Bundesliga | Bundesliga  | Bundesliga | Coppa di Germania | Coppa di Germania | Coppa di Germania | Coppa di Germania | Totale   | Totale | Totale      | Totale     |
| Giocatore        | Presenze   | Reti       | Ammonizioni | Espulsioni | Presenze          | Reti              | Ammonizioni       | Espulsioni        | Presenze | Reti   | Ammonizioni | Espulsioni |
| ---------------- | ---------- | ---------- | ----------- | ---------- | ----------------- | ----------------- | ----------------- | ----------------- | -------- | ------ | ----------- | ---------- |
| R. Azzouzi       | 17         | 0          | 4           | 0          | 0                 | 0                 | 0                 | 0                 | 17       | 0      | 4           | 0          |
| J. Beyel         | 0          | 0          | 0           | 0          | 1                 | 0                 | 0                 | 0                 | 1        | 0      | 0           | 0          |
| A. Bonchev       | 2          | 0          | 0           | 0          | 0                 | 0                 | 0                 | 0                 | 2        | 0      | 0           | 0          |
| D. Bremser       | 27         | 1          | 2           | 1          | 1                 | 0                 | 0                 | 0                 | 28       | 1      | 2           | 1          |
| A. Gielchen      | 38         | 0          | 0           | 0          | 1                 | 0                 | 0                 | 0                 | 39       | 0      | 0           | 0          |
| J. Hopp          | 5          | 1          | 0           | 0          | 0                 | 0                 | 0                 | 0                 | 5        | 1      | 0           | 0          |
| R. Kellermann    | 0          | 0          | 0           | 0          | 0                 | 0                 | 0                 | 0                 | 0        | 0      | 0           | 0          |
| W. Kellner       | 10         | 0          | 0           | 0          | 0                 | 0                 | 0                 | 0                 | 10       | 0      | 0           | 0          |
| U. Kober         | 12         | 1          | 0           | 0          | 0                 | 0                 | 0                 | 0                 | 12       | 1      | 0           | 0          |
| E. Lienen        | 29         | 1          | 2           | 0          | 1                 | 0                 | 0                 | 0                 | 30       | 1      | 2           | 0          |
| V. Lyutiy        | 36         | 6          | 6           | 0          | 1                 | 0                 | 0                 | 0                 | 37       | 6      | 6           | 0          |
| H. Macherey      | 28         | 0          | 0           | 0          | 1                 | 0                 | 0                 | 0                 | 29       | 0      | 0           | 0          |
| M. Mariotti      | 0          | 0          | 0           | 0          | 0                 | 0                 | 0                 | 0                 | 0        | 0      | 0           | 0          |
| A. Nijhuis       | 33         | 5          | 6           | 1          | 1                 | 0                 | 0                 | 0                 | 34       | 5      | 6           | 1          |
| P. Notthoff      | 38         | 4          | 4           | 0          | 1                 | 0                 | 1                 | 0                 | 39       | 4      | 5           | 0          |
| T. Puszamszies   | 23         | 1          | 3           | 0          | 0                 | 0                 | 0                 | 0                 | 23       | 1      | 3           | 0          |
| N. Schlotterbeck | 6          | 0          | 0           | 1          | 0                 | 0                 | 0                 | 0                 | 6        | 0      | 0           | 1          |
| F. Schmidt       | 15         | 0          | 1           | 1          | 0                 | 0                 | 0                 | 0                 | 15       | 0      | 1           | 1          |
| F. Steininger    | 35         | 2          | 3           | 0          | 1                 | 0                 | 0                 | 0                 | 36       | 2      | 3           | 0          |
| M. Struckmann    | 24         | 3          | 3           | 0          | 1                 | 0                 | 0                 | 0                 | 25       | 3      | 3           | 0          |
| M. Tarnat        | 34         | 0          | 1           | 1          | 1                 | 0                 | 0                 | 0                 | 35       | 0      | 1           | 1          |
| M. Tebeck        | 2          | 0          | 0           | 0          | 0                 | 0                 | 0                 | 0                 | 2        | 0      | 0           | 0          |
| M. Tönnies       | 33         | 13         | 4           | 0          | 1                 | 0                 | 0                 | 0                 | 34       | 13     | 4           | 0          |
| L. Woelk         | 35         | 4          | 4           | 2          | 1                 | 0                 | 1                 | 0                 | 36       | 4      | 5           | 2          |